# Nikolaj Vasil'evič Ogarkov
Nikolaj Vasil'evič Ogarkov (in russo Никола́й Васи́льевич Ога́рков?; Molokovo, 30 ottobre 1917 – Mosca, 23 gennaio 1994) è stato un generale sovietico.